# Eleothinus pygmaeus
Eleothinus pygmaeus là một loài bọ cánh cứng trong họ Cerambycidae.